# Katrine Louise Abel
Katrine Louise Abel (* 28. Juni 1990) ist eine dänische ehemalige Fußballtorhüterin, die von 2014 bis 2021 beim dänischen Erstligisten Brøndby IF unter Vertrag stand und 2015 erstmals für die Dänische Fußballnationalmannschaft der Frauen spielte. Von März 2019 bis Oktober 2020 war sie Stammtorhüterin der Däninnen.

## Werdegang

### Verein
Abel spielte zunächst für Taastrup FC und wechselte 2014 zum Meister Brøndby IF, mit dem sie je dreimal Pokal und Meisterschaft gewann. Mit Brøndby nahm sie auch seit der Saison 2014/15 in jeder Saison an der UEFA Women’s Champions League teil. Bestes Ergebnis war dabei gleich in der ersten Saison das Erreichen des Halbfinales, wo sie aber mit 0:6 und 0:7 gegen den späteren Sieger 1. FFC Frankfurt verloren. In der Saison 2017/18 saß sie bei den beiden Spielen im Sechzehntelfinale gegen Lillestrøm SK Kvinner aber nur auf der Bank. Da die Spiele auswärts torlos und daheim mit einer 1:3-Niederlage endeten, war bereits nach der ersten Runde Schluss. Die UEFA Women’s Champions League 2019/20 endete für Brøndby nach einer 0:2-Heimniederlage und einem 2:0-Auswärtssieg durch eine 1:3-Niederlage im Elfmeterschießen gegen Glasgow City FC im Achtelfinale.

### Nationalmannschaft
Abel stand ohne vorheriges Länderspiel als dritte Torhüterin im Kader für die EM 2013 und kam dort auch nicht zum Einsatz. Sie wurde dann auch für zwei WM-Qualifikationsspiele im September 2014 nominiert, ihr Debüt für die Nationalmannschaft gab sie aber erst am 15. Januar 2015 beim 2:3 gegen Neuseeland im Rahmen eines Trainingslagers in der Türkei. Sie wurde zur zweiten Halbzeit für Stammtorhüterin Stina Lykke Petersen beim Stand von 2:2 eingewechselt. Ihren nächsten Einsatz hatte sie beim Algarve-Cup 2015 im letzten Gruppenspiel beim 2:2 gegen Portugal und spielte dabei über 90 Minuten. Auf ihr nächstes Länderspiel musste sie dann fast vier Jahre warten und sie wurde auch nicht für die EM 2017 nominiert. Nach dem Rücktritt von Stina Lykke Petersen im Juni 2018 wurden die Karten im Tor der Däninnen neu gemischt. Abel kam allerdings erst im Januar 2019 bei einem Freundschaftsspiel gegen Finnland wieder zum Einsatz, konnte sich dann aber gegen die für die EM 2017 nominierten Reservetorhüterinnen durchsetzen und die neue Nummer 1 im dänischen Tor werden. Seit dem Spiel um Platz 5 beim Algarve-Cup 2019 stand sie – bis auf ein Spiel beim Algarve-Cup 2020 – in jedem Spiel der dänischen Mannschaft im Tor. Mit einem 3:1-Sieg gegen Italien am vorletzten Spieltag der Qualifikation für die EM 2022, bei dem sie das einzige Gegentor in den Qualifikationsspielen kassierte, sicherten sich die Däninnen vorzeitig die Teilnahme an der EM-Endrunde. Am 29. November 2020 kündigte sie trotz der geglückten Qualifikation ihren Rücktritt zum Jahresende an. Im letzten Spiel des Jahres, in dem sich die Däninnen durch ein torloses Remis gegen Italien den Gruppensieg in der Qualifikation sicherten, konnte sie nicht eingesetzt werden, da sie Kontakt zu positiv auf COVID-19-getesteten Spielerinnen gehabt hatte.

## Erfolge
- Dänische Meisterin: 2014/15, 2016/17, 2018/19
- Dänische Pokalsiegerin: 2014/15, 2016/17, 2017/18